# قرارداد ترافیک
اگر یک سرویس شبکه (یا برنامه) مایل به استفاده از یک شبکه پهن باند broadband (به‌طور خاص یک شبکه ATM) برای انتقال نوع خاصی از ترافیک باشد، ابتدا باید شبکه را در مورد نوع انتقال و الزامات عملکرد آن ترافیک اطلاع دهد. برنامه این اطلاعات را در قالب قرارداد ترافیک به شبکه ارائه می‌دهد.

## پارامترهای توصیف کننده ترافیک
هنگامی که یک برنامه توسط یک برنامه درخواست داده می‌شود، برنامه به شبکه موارد زیر را نشان می‌دهد:
- نوع سرویس مورد نیاز.
- کیفیت پارامترهای سرویس (QOS) درخواست شده در هر سمت.
- پارامترهای ترافیک هر داده در هر دو سو جریان دارد.

## نوع سرویس
در حال حاضر، پنج دسته خدمات تعریف شده توسط انجمن ATM وجود دارد. تفاوت‌های اساسی در بین این دسته از سرویس‌ها در زیر بخش‌های زیر توضیح داده شده‌است. این دسته از سرویس‌ها روشی را برای مرتبط ساختن ویژگی‌های ترافیکی و نیازهای (QOS) به رفتار شبکه ارائه می‌دهند. دسته‌بندی سرویس‌ها به صورت بلادرنگ (real time) یا بادرنگ (non-real time) مشخص می‌شوند. CBR و rt-VBR جزء سرویس‌های real time هستند. سه سرویس باقیمانده (VBR , UBR و ABR) جزء دسته‌بندی سرویس‌های non-real time در نظر گرفته می‌شوند.

## نرخ بیت ثابت (CBR)
سرویس CBR برای اتصال‌هایی که ترافیک را با نرخ بیت ثابت انتقال می‌دهند، استفاده می‌شود؛ جایی که اتکای ذاتی به هماهنگی زمان بین منبع ترافیک و مقصد نیاز است. CBR برای هر نوع داده‌ای که سیستمهای نهایی به زمان پاسخ پیشبینی شده و مقدار ثابتی از پهنای باند به‌طور مداوم برای تمام مدت زمان اتصال در دسترس هستند، تنظیم شده‌است.

## نرخ بیت متغیر درزمان واقعی(rt-VBR)
سرویس rt-VBR برای اتصال‌هایی که ترافیک را با نرخ‌های متغیر انتقال می‌دهند استفاده می‌شود - ترافیکی که به زمان‌بندی دقیق بین منبع ترافیک و مقصد متکی است. نمونه ای از ترافیک که به این نوع سرویس نرخ متغیر نیاز دارد جریان‌های ویدئویی فشرده (compressed video streams) می‌باشد. منابعی که از اتصال‌های rt-VBR استفاده می‌کنند، از آنها انتظار می‌رود که انتقال را با نرخی که با مولفهٔ زمان تغییر می‌کند نیز انجام دهند.

## نرخ بیت متغیر در زمان غیر واقعی (nrt-VBR)
سرویس nrt-VBR ترافیک را برای اتصال‌هایی که نرخ حمل بیت آن‌ها متغیر است، استفاده می‌کنند به طوری که هیچ لزومی به هماهنگی زمان بین منبع ترافیک و مقصد وجود ندارد.

## نرخ بیت موجود (ABR)
سرویس ABR شبیه nrt-VBR است، زیرا اینجا هم ترافیک را برای اتصال‌هایی که نرخ حمل بیت آن‌ها متغیر است، استفاده می‌شود؛ که برای آن هیچ اتکایی به هماهنگی زمان بین منبع ترافیک و مقصد وجود ندارد.
فرق آن‌ها این است که برای ABR هیچ ضمانتی مبنی بر وجود پهنای باند یا وجود جواب نیاز ندارد. ABR سرویس انتقال با بهترین تلاش را ارائه می‌دهد، که در آن از مکانیسم‌های کنترل جریان برای تنظیم مقدار پهنای باند در دسترس مبدأ ترافیک استفاده می‌کند.